# حكاشيات
حَكَّاشِيَّات (الاسم العلمي Scomberesocidae)، فصيلة أسماك بحرية من مفتوحات المثانات. أجناسها قليلة العدد أشهرها الحكاش والخرمان والقنبرور. مسرحها الأغواط والمجادح والشطوط، اسماكها تتميز باستطالة الاخطام والاشداق التي تبدو كالمناقيد. جميعها لاحمة وعاشبة وتجتاز الوحول في طلب الرخويات. سرءها مغشي بالياف دابقة تمكنه من الالتصاق بالنباتات البحرية، أخصها الخث، حتى النقف.